# Stina Oscarson
Stina Elisabet Oscarson, född 17 oktober 1975 i Skellefteå, död 18 april 2025 i Stockholm, var en svensk teaterregissör, dramatiker, teaterchef, författare och samhällsdebattör.

## Biografi
Stina Oscarson växte upp i Skellefteå där hon studerade estetiska programmet vid Kaplanskolan. Hon började därefter arbeta på Byteatern i Kalmar som regiassistent och senare regissör. År 1997 startade hon den fria teatergruppen Teater ML02, som bland annat samarbetade med Unga Klara och Riksteatern. Under 2004 tillträdde hon posten som konstnärlig ledare för Orionteatern i Stockholm tillsammans med Lars Rudolfsson. Åren 2011–2014 var hon chef för Radioteatern. I maj 2014 valde hon att lämna uppdraget då hon blivit omplacerad av Sveriges Radios ledning efter en intervju i tidningen Filter där hon talat öppet om sin anorexia nervosa.
Stina Oscarson har blivit uppmärksammad för sitt politiska samhällsengagemang, inte minst i kulturdebatten. Den av henne initierade "alternativa kulturutredningen", Skuggutredningen 2008, fick stor uppmärksamhet i den svenska kulturpolitiska debatten och lyftes även av den socialdemokratiske partiledaren Håkan Juholt i hans installationstal 2011 om en hotande samhällsutveckling med "En man som vet priset på allting men värdet av ingenting" (ett citat från Oscar Wilde). År 2010 gav hon ut boken Att vara eller vara en vara – visioner om en annan kulturpolitik. Inför valet 2014 skrev hon på uppdrag av tankesmedjan Katalys Handbok för en ny kulturminister.
Hösten 2014 var hon konstnärlig ledare för Arbetarnas bildningsförbunds landsomfattande verksamhet Socialistiskt forum med målet att främja återinförandet av kulturen i arbetarrörelsens verksamhetsgrund.

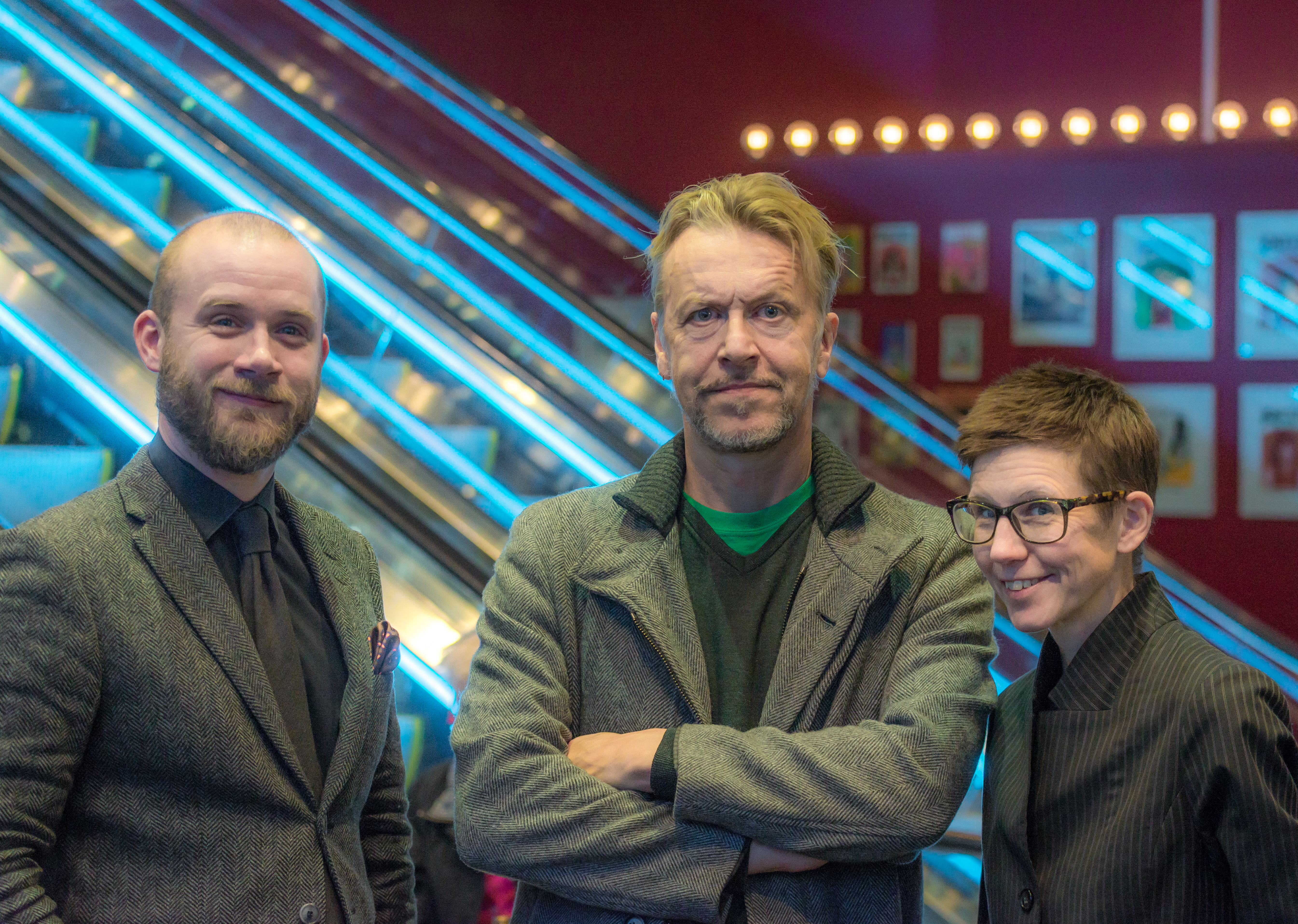
Stina Oscarson i samband med samtalet Vad är konst och vad ska vi ha den till? på Kulturhuset/Stadsteatern i Stockholm 2015 tillsammans med Lars Anders Johansson och Wilhelm von Kröckert/Ernst Billgren.

Stina Oscarson har varit krönikör på Dagens Nyheter, ETC och Svenska Dagbladet. Hon har även skrivit för bland annat Mittmedia, Aftonbladet, Syre, Ordfront och Arena.
Under 2019 genomförde Oscarson intervjuer med sex olika personer i Svenska Dagbladet. 2020 sade Oscarson att uppfattningen att intervjuserien hade varit kontroversiell var begränsad till en kultur- och mediaelit och skilde sig diametralt från de reaktioner som hon fått från personer som hon själv hade pratat med om intervjuserien och där de personer som Oscarson hade pratat med hade varit mer intresserade av att prata om innehållet.
Stina Oscarsson satt även i Dagermanjuryn som årligen delar ut Stig Dagermanpriset i Älvkarleby.
Oscarsson avled den 18 april 2025 på sjukhus till följd av anorexia nervosa, 49 år gammal.

## Manus och regiuppdrag teater (i urval)
| År   | Produktion                                      | Upphovsperson      | Teater                     |
| ---- | ----------------------------------------------- | ------------------ | -------------------------- |
| 1999 | Djävulen och Gud (manus och regi)               | Mare Kandre        | Byteatern i Kalmar         |
| 2001 | Nysningen (regi)                                | Anton Tjechov      | Västerbottensteatern       |
| 2001 | Cirkus med Edith (manus och regi)               |                    | Unga Riks                  |
| 2002 | Insekternas Liv (manus och regi)                | Viktor Pelevin     | Teater ML02 på Unga Klara  |
| 2002 | Jag hatar demokrati (manus)                     |                    | Teaterkompaniet i Kalmar   |
| 2003 | Elvira Madigan (manus och regi)                 |                    | Orionteatern               |
| 2004 | Fredsvarietén (manus och regi)                  |                    | Orionteatern               |
| 2005 | Pojken med de gröna fingrarna (manus och regi)  | Maurice Druon      | 4:e teatern i Västerås     |
| 2009 | Fans (dramatisering och regi)                   | Fredrik Strage     | Orionteatern               |
| 2010 | Dido och Aeneas (regi)                          | Henry Purcel       | Teater ML02                |
| 2010 | Tumult (manus och regi)                         |                    | Varieté Hablingbo          |
| 2011 | Hammarskjölds sista resa (manus och regi)       |                    | Orionteatern               |
| 2011 | Möjliga samtal (manus och regi)                 |                    | Radioteatern               |
| 2011 | Säg ifrån! (manus och regi)                     | Stefan Hessel      | Radioteatern               |
| 2012 | Ajötu (regi)                                    | Christian Hallberg | Radioteatern               |
| 2015 | Partiledaren (manus)                            | Daniel Suhonen     | Uppsala Stadsteater        |
| 2016 | Vi skulle ha spelat Lysistrate (manus och regi) |                    | Uppsala Stadsteater        |
| 2016 | Tusen år hos Gud (manus)                        | Stig Dagerman      | Kompani Giraff             |
| 2017 | Stå upp (manus och regi)                        |                    | Regionteater Väst          |
| 2018 | Ned med vapnen (manus)                          | Bertha von Suttner | Stockholms stadsteater     |
| 2022 | Antikrists Mirakler (manus)                     | Hans Marklund      | Västmanlands Teater, Turné |

## Filmografi
- Att så ett frö av tvivel (manus och regi), ett läsdrama om klimatet som hade premiär som drama 14 mars 2017[14] och som film 14 december 2018[15]. Filmen består av 11 monologer framförda av skådespelare som Leif Andrée, Etienne Glaser, Johanna Thor och Alexandra Zetterberg.[15]

## Utmärkelser
- 2011 – Eldh-Ekblads fredspris
- 2015 – Stockholms stads folkbildningsstipendium
- 2018 – Bokmässans bildningsstipendium[16]
- 2021 – Studieförbundet Vuxenskolans folkbildningspris[17]